# اوهاوزن
اوهاوزن (به آلمانی: Auhausen) یک شهر در آلمان است که در دناو-ریس واقع شده‌است.